# Cocama-cocamilla
Le cocama-cocamilla, ou kukama-kukamiria, est une langues tupi parlées au Brésil, en Colombie, au Pérou et au Venezuela.

## Écriture
| a | ë | i  | ɨ  | u  | p | t | k | m | n |
| j | r | ts | ch | sh | w | ÿ | y |   |   |